# Himmelberg

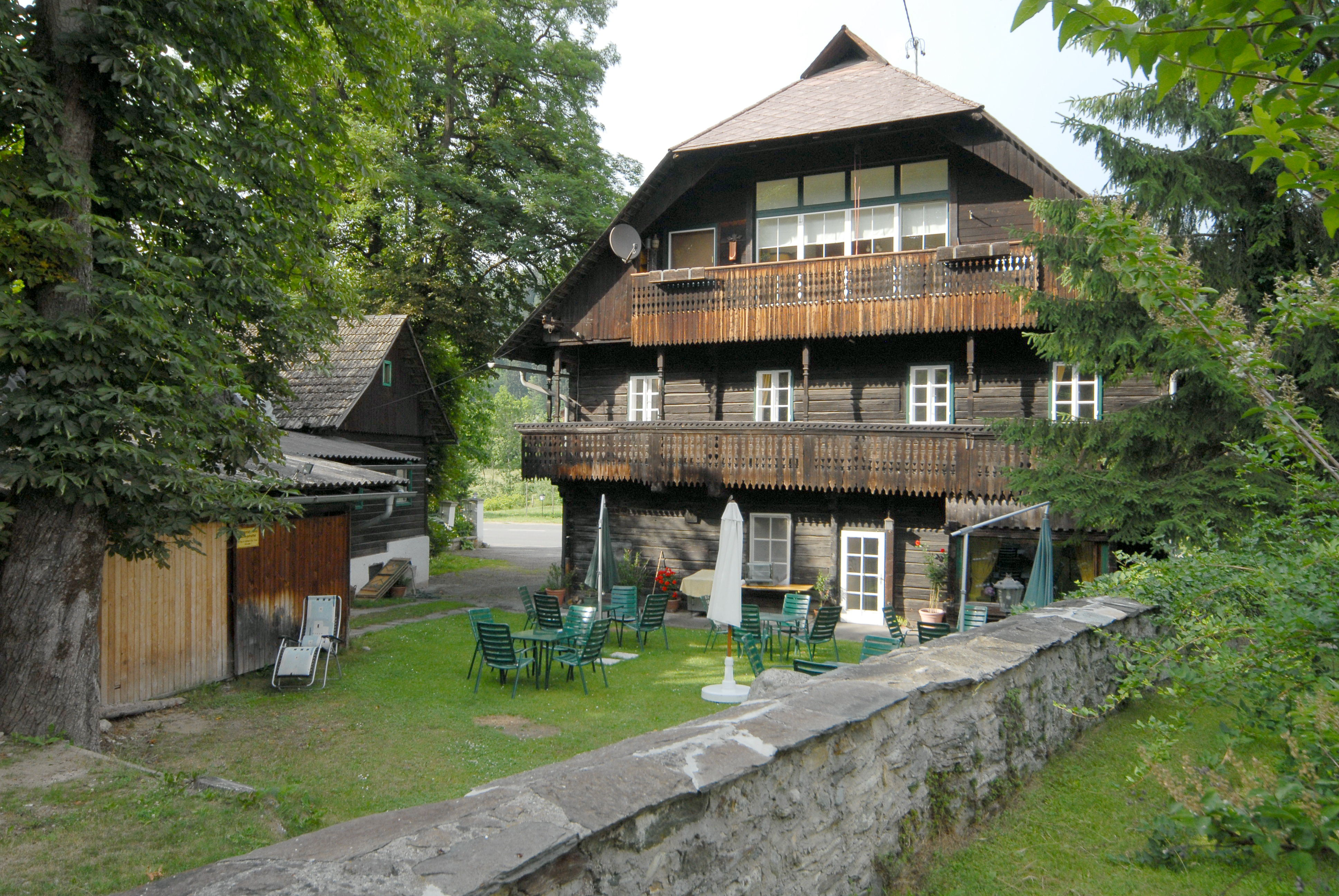
Ländliches Wohnhaus

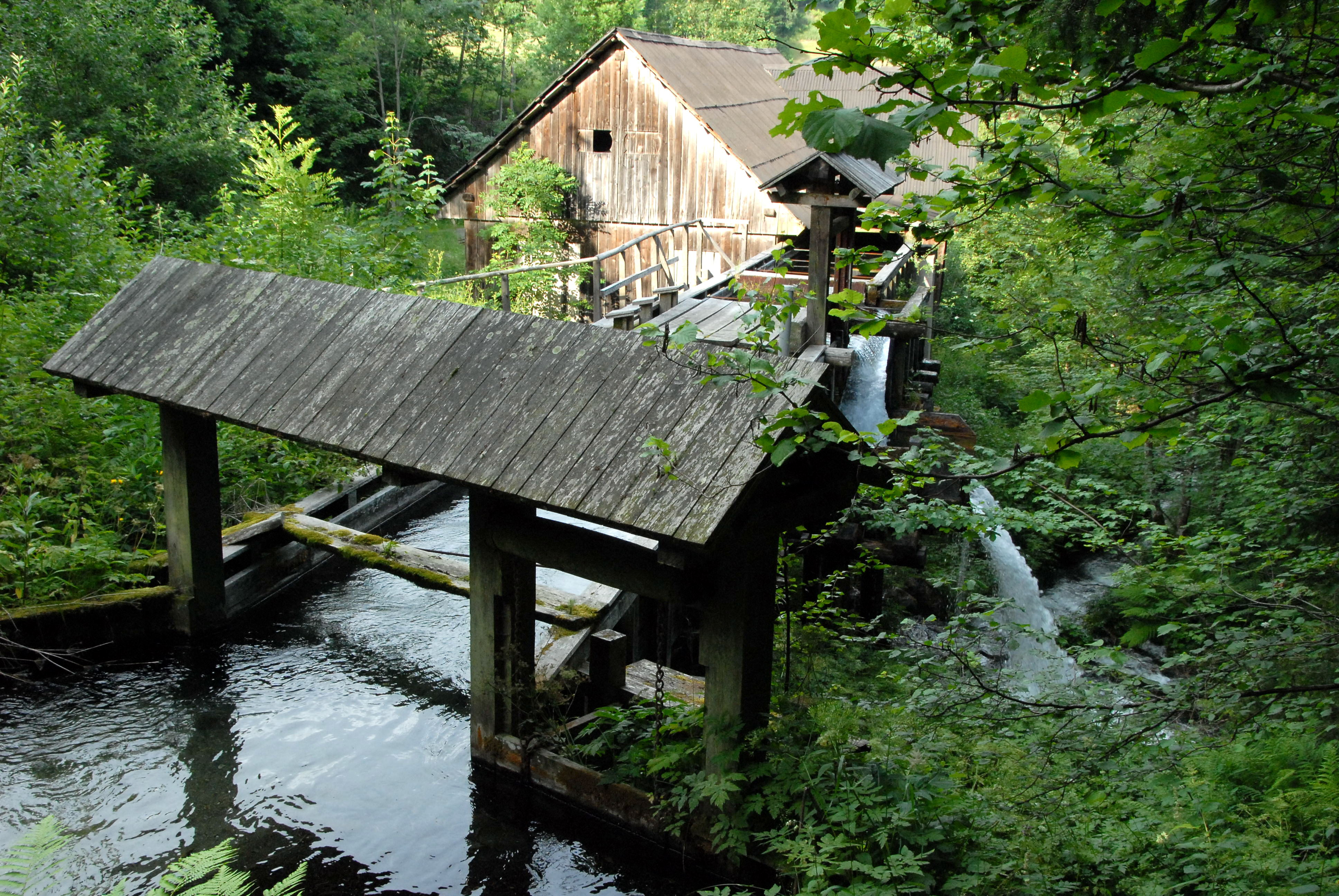
Mühle an den Tiebelquellen

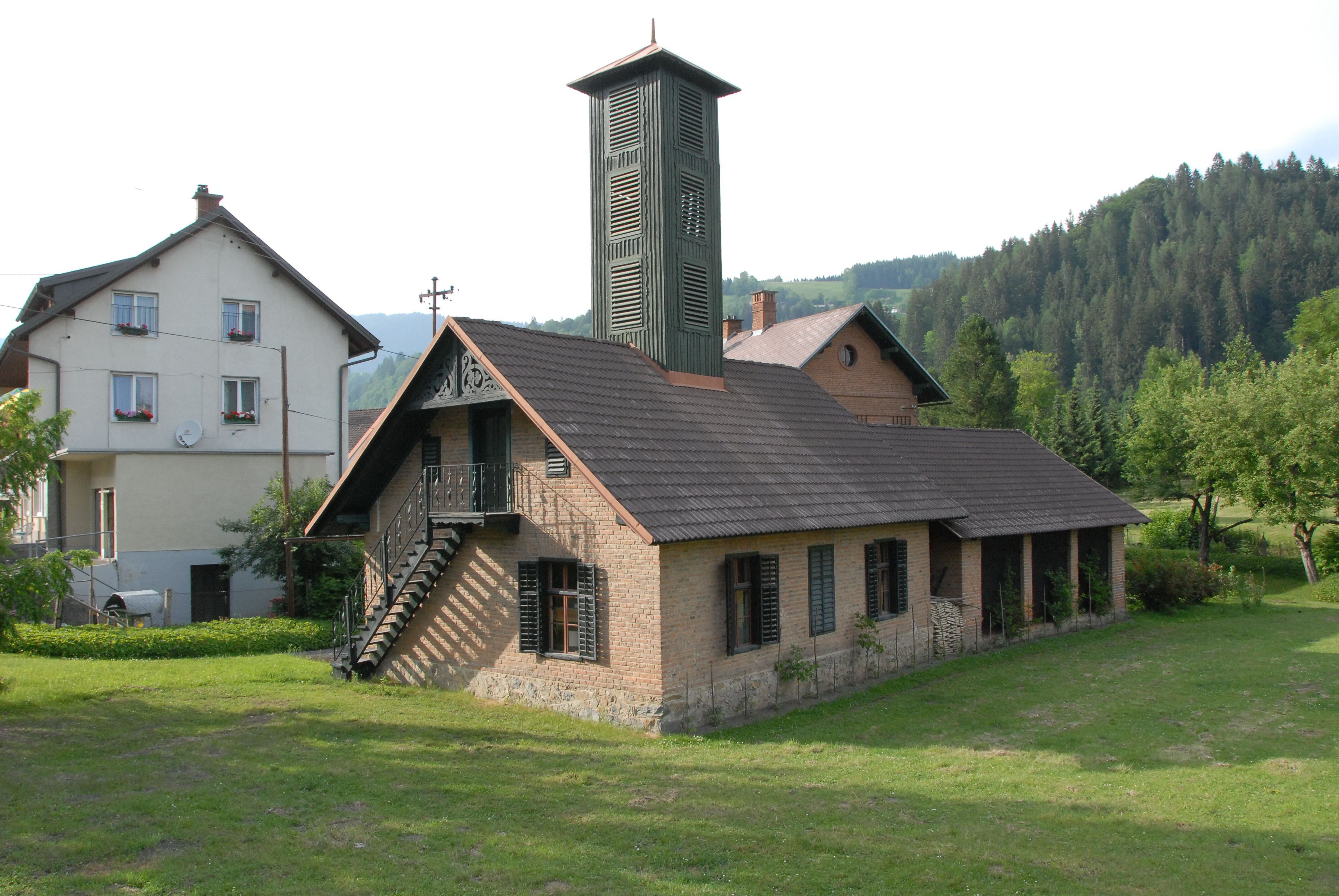
Historischer Eisenverarbeitungsbetrieb

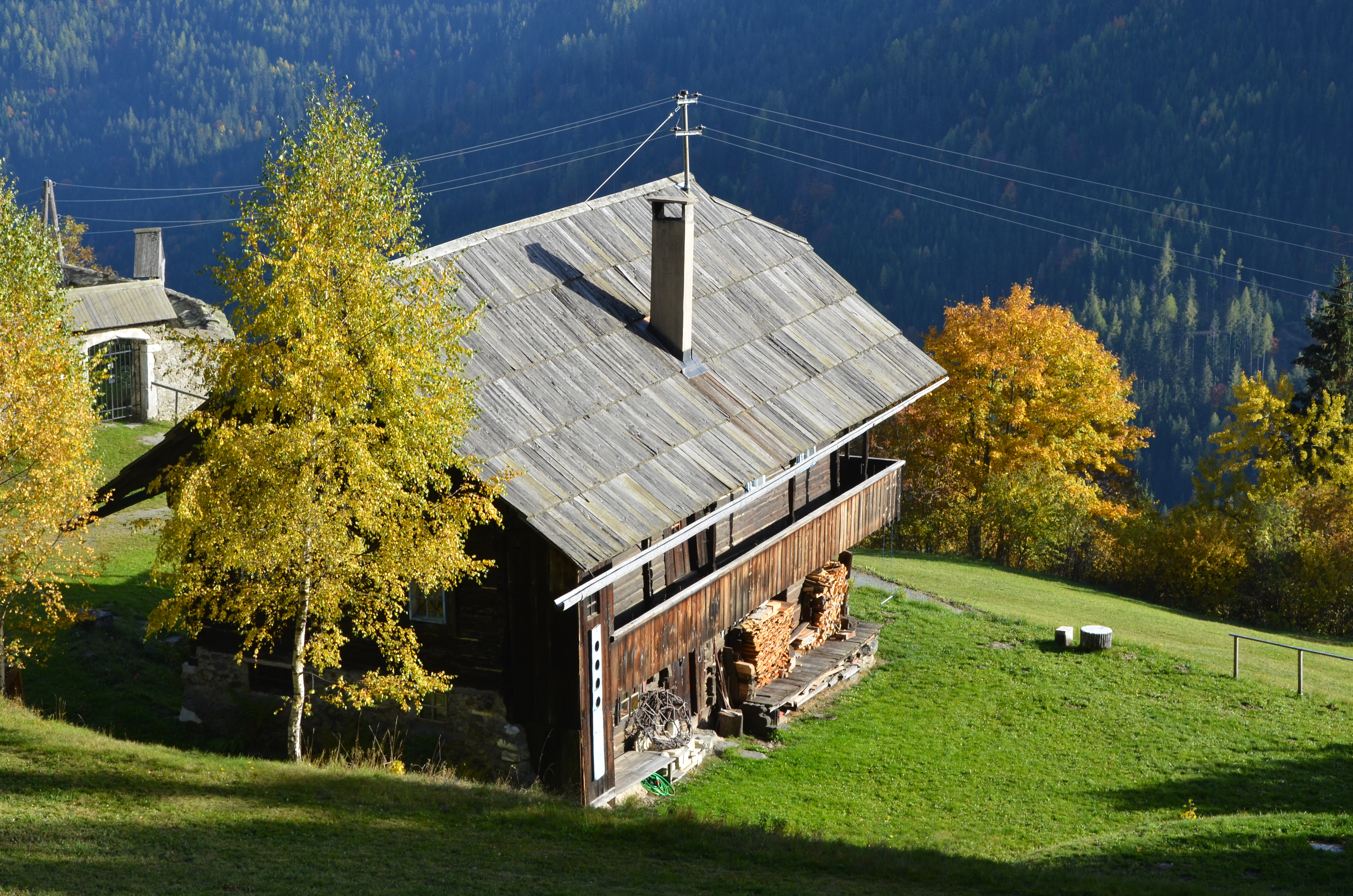
Mesnerhaus in Außerteuchen

Himmelberg ist eine Gemeinde mit 2325 Einwohnern (Stand 1. Jänner 2024) im Bezirk Feldkirchen in Österreich, im Bundesland Kärnten.

## Geographie
Himmelberg liegt im Zentrum Kärntens nordwestlich von Feldkirchen. Der Hauptort des Gemeindegebietes, das den Großteil des Tiebeltals einnimmt, liegt in durchschnittlich 672 m Seehöhe. Höchste Erhebung ist der Hoferalmkopf (ca. 1600 m ü. A.) im Nordwesten, tiefstgelegener Punkt die Tiebel im Poitschacher Graben (625 m ü. A.) im Süden der Gemeinde.
Die Tiebelquellen im Gemeindegebiet von Himmelberg sind das zweitgrößte Wasserquellgebiet Österreichs. 60 bis 100 Quellen mit hervorragender Qualität bilden die Grundlage des Natur- und Erlebniswanderweges.

### Gemeindegliederung
Himmelberg ist in die sieben Katastralgemeinden Äußere Teuchen, Dragelsberg, Himmelberg, Hochegg, Pichlern, Saurachberg und Zedlitzberg gegliedert. Das Gemeindegebiet umfasst folgende 35 Ortschaften (in Klammern Einwohnerzahl Stand 1. Jänner 2024):
- Außerteuchen (119)
- Dragelsberg (69)
- Draschen (8)
- Eden (0)
- Flatschach (104)
- Fresen (10)
- Glanz (4)
- Grilzgraben (16)
- Grintschach (39)
- Himmelberg (551)
- Hochegg (5)
- Kaidern (32)
- Klatzenberg (36)
- Kösting (12)
- Kraß (70)
- Lassen (10)
- Linz (51)
- Manessen (19)
- Oberboden (141)
- Pichlern (133)
- Pojedl (70)
- Sallach (13)
- Saurachberg (112)
- Schleichenfeld (132)
- Schwaig (24)
- Sonnleiten (66)
- Spitzenbichl (15)
- Tiebel (71)
- Tiffnerwinkl (134)
- Tobitsch (71)
- Tschriet (5)
- Werschling (90)
- Winklern (12)
- Wöllach (27)
- Zedlitzberg (54)

### Nachbargemeinden
| Gnesau    |                                             | Steuerberg  |
| Arriach   | Kompassrose, die auf Nachbargemeinden zeigt |             |
| Steindorf |                                             | Feldkirchen |

## Geschichte
Im heutigen Gemeindegebiet von Himmelberg wurden im 9. und 10. Jahrhundert durch Rodungen einige sonnseitige Hänge des oberen Gurktales, das zu dieser Zeit stark versumpft war, zur Besiedlung und Bewirtschaftung erschlossen. Als „Sulca“, als Gegend eines slowenischen Zolko wurde der Ort bzw. die Pfarrkirche Hl. Martin 1065 als Eigenkirche der Eppensteiner erstmals urkundlich erwähnt. Die Burg „Alt-Himmelberg“ wurde im 11. oder 12. Jahrhundert errichtet. Das Geschlecht derer von Himmelberg, namentlich Wernher von Himmelberg, wurde erstmals 1196 urkundlich genannt. Etwa um diese Zeit scheint der slowenische Ortsnamen Sokova, in der Mundart Zólkava, vom höfisch-hochmittelalterlichen Wunschnamen Himmelberch (1213) abgelöst worden zu sein. Ulrich von Liechtenstein nennt in seinem „Frauendienst“ (um 1255) einen Zachäus von Himmelberg als einen der Sänger, die er im Sängerwettstreit zu Friesach besiegt habe.
1329 wurde das Landgericht Himmelberg um Gebiete bis nach Ossiach, Steuerberg und Reichenau erweitert, und auch die Herrschaft Himmelberg vergrößerte zu dieser Zeit ihren Besitz. Der Himmelberger Landrichter Marchward der Pibriacher ließ zwischen 1382 und 1396 das nach ihm benannte Schloss Biberstein errichten.
Entlang des Tiebels entwickelte sich ab dem 16. Jahrhundert die Eisenverarbeitung, und bis in das 20. Jahrhundert hinein war Himmelberg für seine Sensenschmieden bekannt. In der zweiten Hälfte des 19. Jahrhunderts wurden in Himmelberg bis zu 250.000 Sensen jährlich hergestellt. Nur wenige Sensenbetriebe überlebten jedoch die Jahrhundertwende und in der Wirtschaftskrise der Zwischenkriegszeit wurde die Produktion fast vollständig eingestellt. Eines der letzten Sensen-Gewerke war die Zeilinger-Schmiede „an der Tratten“.
Die Gemeinde konstituierte sich im Jahr 1850. Vom ursprünglichen Gemeindegebiet wurden schon 1865 die Katastralgemeinden Zedlitzdorf und Mitteregg an Reichenau abgetreten, und 1895/96 wurden die Katastralgemeinden Gnesau und Gurk zur Bildung einer eigenen Ortsgemeinde Gnesau abgetrennt. 1921 wurde Innerteuchen an Arriach und 1973 kleinere Teile des Gemeindegebiets östlich der Gurktal Straße an Steuerberg angeschlossen.

## Bevölkerung
Die Gemeinde Himmelberg hat 2.336 Einwohner (2011), davon besitzen 95,8 % die österreichische Staatsbürgerschaft. Als Religionszugehörigkeit gaben (im Jahr 2001) 66,5 % römisch-katholisch und 33,4 % evangelisch an. 3,9 % sind ohne religiöses Bekenntnis.

## Kultur und Sehenswürdigkeiten

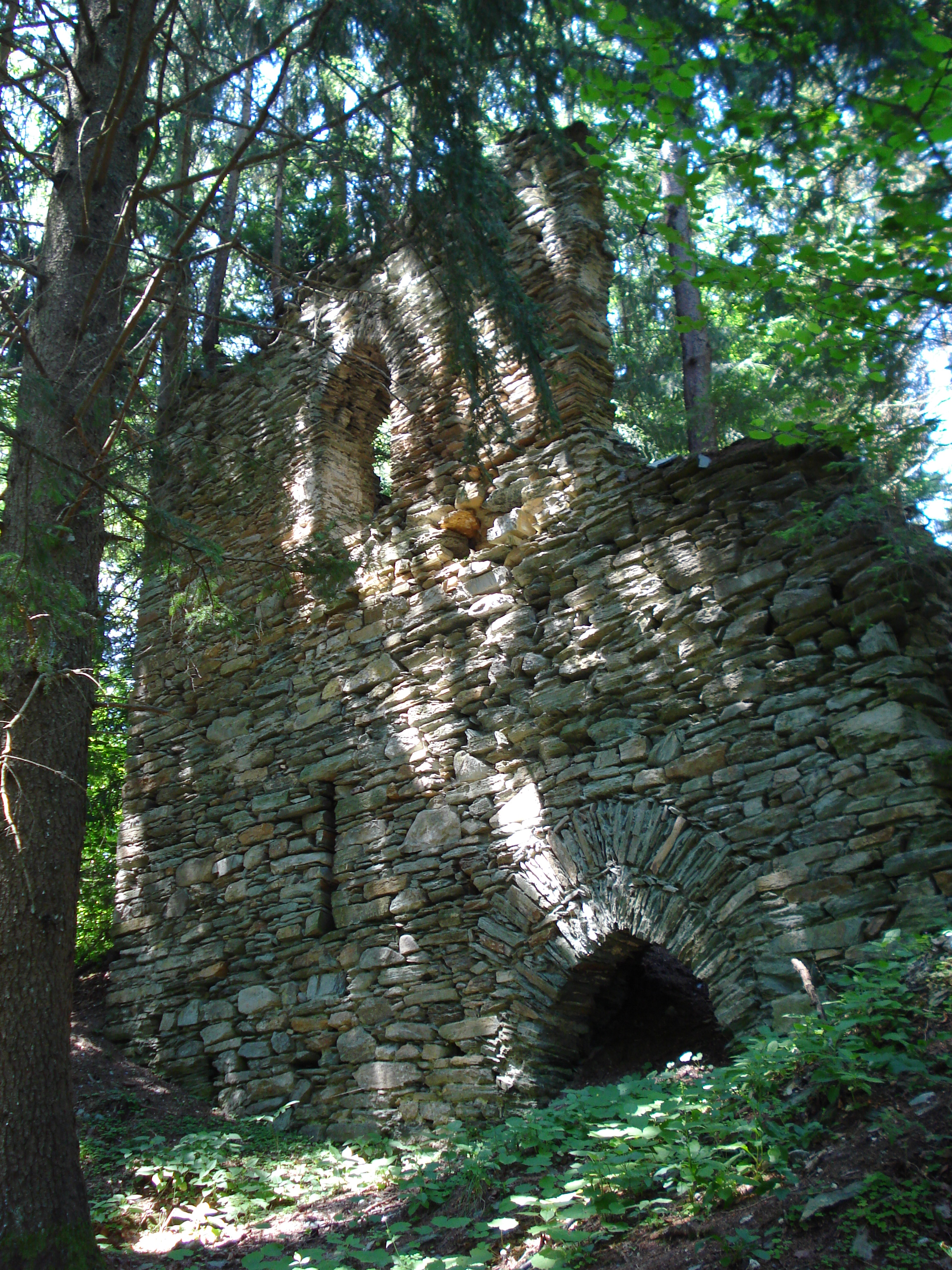
Burgruine Himmelberg. Rechts unten im Bild ist ein gotischer Torbogen erkennbar

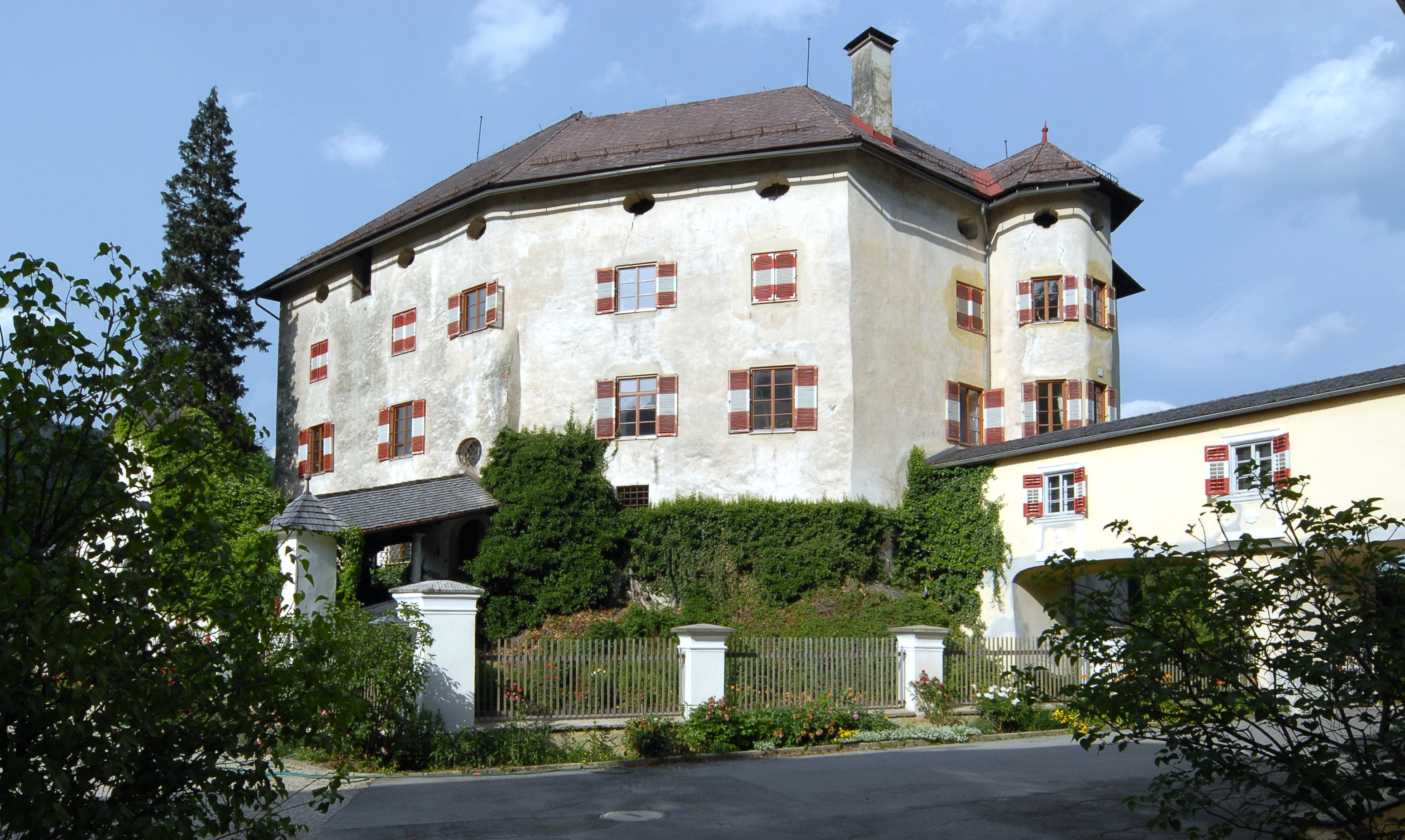
Schloss Biberstein

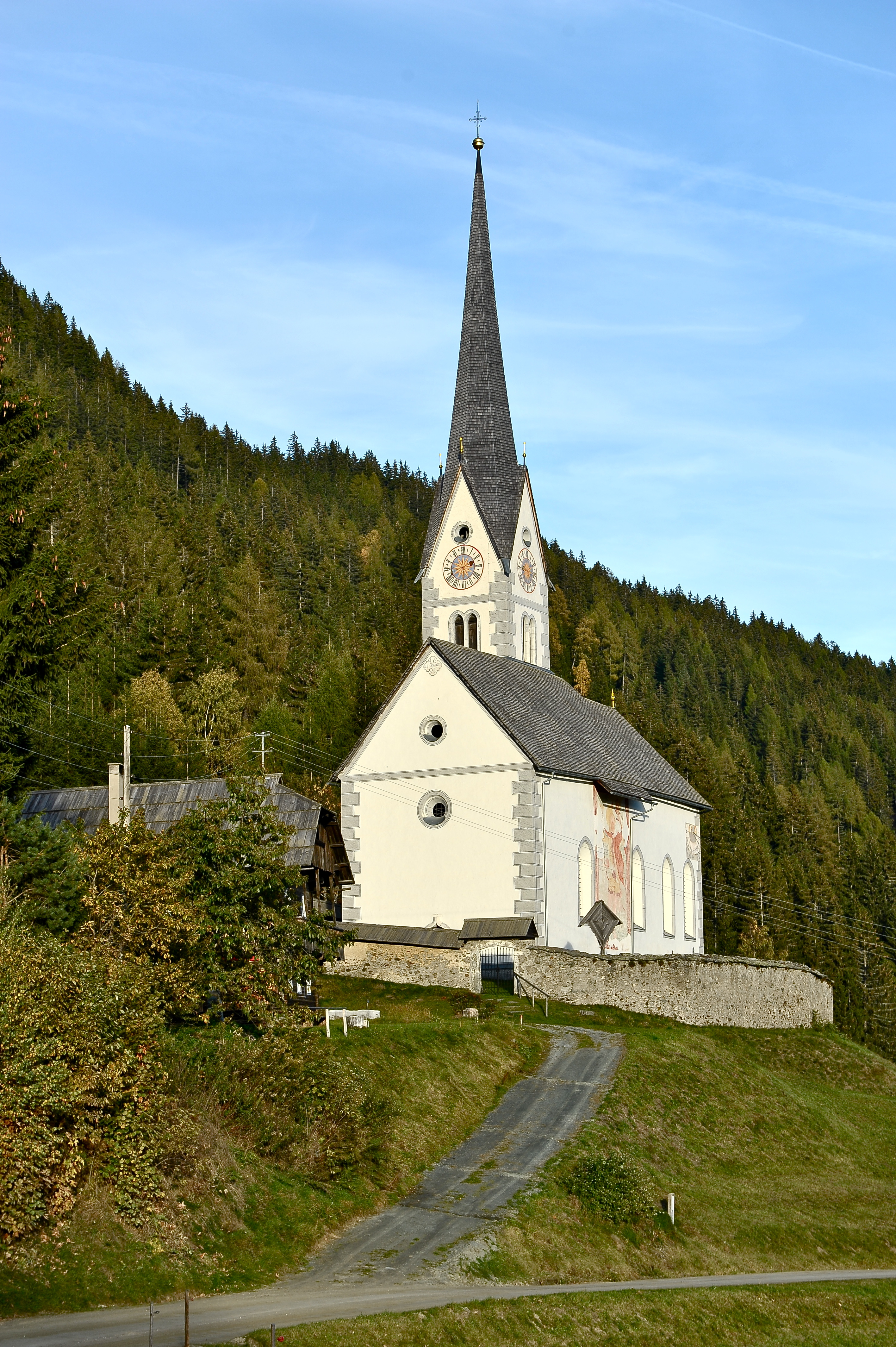
Pfarrkirche Außerteuchen

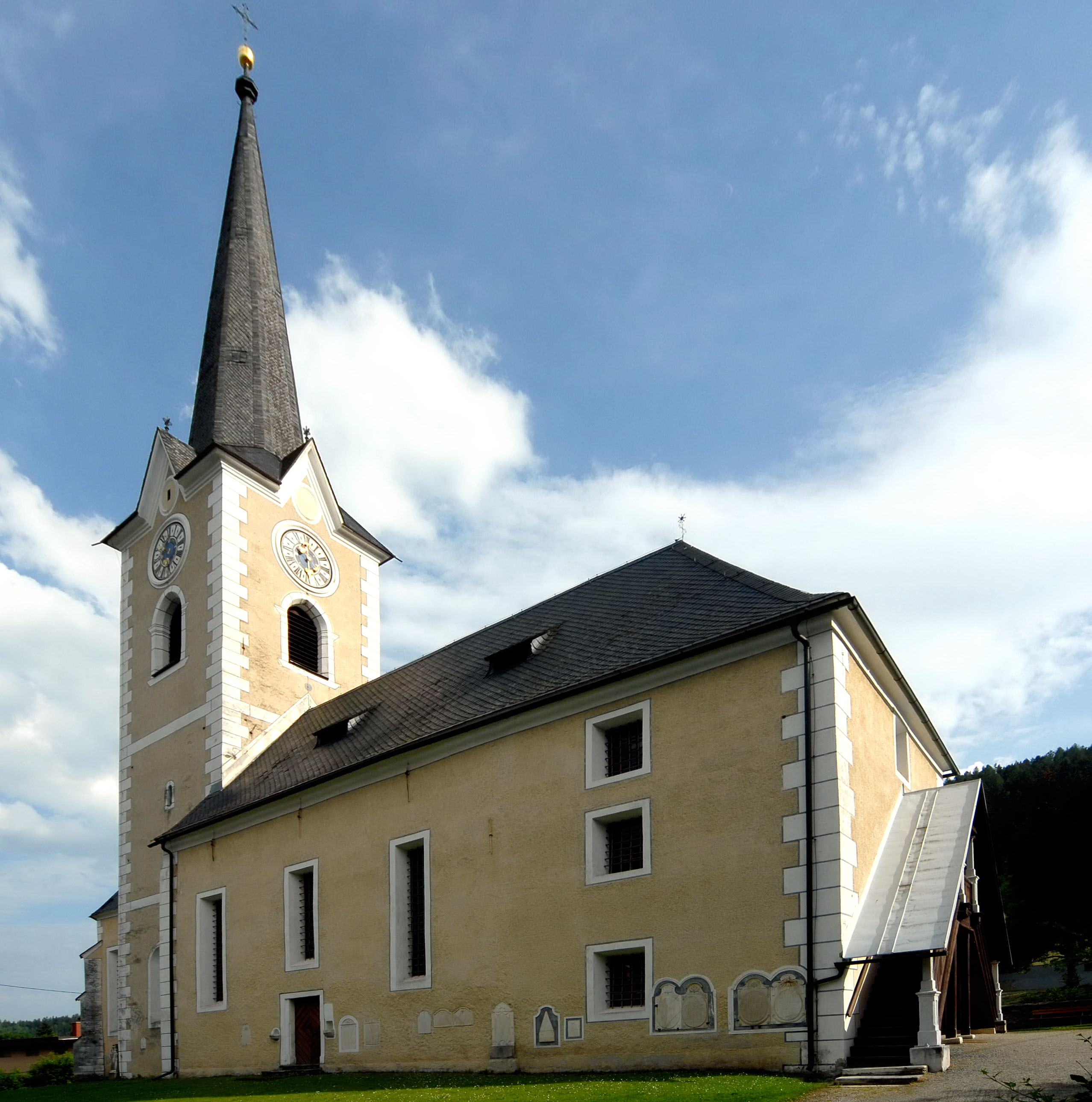
Pfarrkirche Himmelberg

### Profanbauten
- Ortsbild: Werksgebäude bedeutender Schmieden mit zugehörigen Wohn- beziehungsweise Gewerkenhäusern bestimmten zu einem großen Teil das Ortsbild. Besonders die um 1560 als Hammer- und Drahtzieherschmiede genannte „Schmieden an der Tradten“ („Nr. 42 und 45“, Gewerkenhaus, Verwaltungsgebäude, Personalhaus, ein bemerkenswerter zweigeschoßiger Backsteinbau, Feuerwehrhaus, Werkstättenkomplex), um 1700 als Sensenschmiede geführt, nach der Übernahme durch den Gewerken Zeilinger 1874 führend in der Sensenproduktion. Baulichkeiten samt Einrichtung als Zeugnis eines fast ausgestorbenen Produktionszweiges bisher erhalten. Sussmann`sches Werk 1843 von Michael Rauter vermutlich anstelle älterer Mühle im Osten von Himmelberg errichtet und 1904 von Brüdern Sussmann übernommen. Neben ehemaligem Rösser`schem Hammerwerk am östlichen Ostrand, „Nr. 48“, Werksgebäude mit zugehörigen Wohn- beziehungsweise Gewerkenhäusern meist zweigeschoßige Stöcklbauten über quadratischem Grundriss mit Walm-, Sattel- oder Schopfwalmdächern und Fassadengliederung des 19. Jahrhunderts. Besonders prägender Bau, „Nr. 31“ bezeichnet 1825, dreigeschoßiges Vollwalmhaus an der Straße südwestlich des Schlosses.[4]
- Biedermeier-Architektur: Bianca Kos: «Durch die Sensen- und Sichelerzeugung am Tiebelbach hatte Himmelberg eine überregionale Bedeutung erlangt. Aus der ersten Hälfte des 19. Jahrhunderts stammen einige Werksgebäude und Gewerkenhäuser. Das Haus Nr. 47 (heute Schulstraße Nr. 1–3) ist ein repräsentatives Gewerkenhaus mit der Jahreszahl „MDCCCXXVI“ über dem Korbbogenportal mit einem volutenförmigen Schlussstein. Der Stöcklbau ist mit einer Fassade aus der ersten Hälfte des 19. Jahrhunderts mit quastenförmigen Verzierungen an den Fenstern ausgestattet. Das Gewerkenhaus der Resser (heute Ladenhüttenweg Nr. 5) ist ein typisch biedermeierlicher Bau mit einem Giebel an der Frontseite. Der Wappenstein ist mit „1822“ datiert. Das „Schifferhaus“ (heute: Turracher Straße Nr. 9) ist über dem Eingangsportal mit der Jahreszahl „1825“ und der Inschrift „Beatus ille homo, qui sedet in sua domo“ („Glücklich ist jener Mensch, der in seinem Hause lebt“) versehen.»[5]
- Bäuerliche Architektur: Für das Gebiet typische Bauernhäuser des 18. Jahrhunderts sind zweigeschoßige Blockbauten mit Kopfschrot als Eckverbindung und mit umlaufendem Laubengang und querdurchgängigem Flur, sogenannt „Labn“. Außerteuchen Nr. 11 „vulgo Stallwitznig“, Außerteuchen Nr. 17. „vulgo Natmeßnig“ und Außerteuchen Nr. 18 „vulgo Blaßnig“.[6]

- Burgruine Himmelberg: Die Burg gab dem Ort den Namen. Die Ruine ist der Rest einer im 11. oder 12. Jahrhundert errichteten Burg oberhalb des Ortes am Eingang in die Teuchen. Sie befand sich bereits im 16. Jahrhundert im Verfall und wurde von Valvasor 1688 nur noch als Ruine dargestellt.
- Schloss Biberstein: Urkundlich 1382 bzw. 1396 erwähnt, wurde zu dieser Zeit von dem Landrichter Marchwart der Pibriacher erbaut. 1571 wurde es von Georg von Khevenhüller erworben und gelangte schließlich 1662 in den Besitz des Salzburger Fürstbischofs Paris Lodron. Es war seither Mittelpunkt eines Fideikommisses der Grafen von Lodron und befindet sich bis heute in Privatbesitz dieser Familie.

### Sakralbauten
- Pfarrkirche Himmelberg: Urkundlich um 1060 erstmals erwähnt, wurde nach einem Brand 1711 in barockem Stil wieder aufgebaut. Sie enthält barocke Wandmalereien.
- Pfarrkirche Außerteuchen: Spätgotischer Bau aus der Mitte des 15. Jahrhunderts, 1453 urkundlich erwähnt, mit Nordturm und Spitzhelm.
- Filialkirche Pichlern: Urkundlich 1451, spätgotisches Bauwerk mit polygonalem Chor, nordseitig angebauter Sakristei und hölzernem Dachreiter.
- Filialkirche Werschling: Urkundlich 1494, kleiner, von einer Friedhofsmauer umgebener Bau mit niedrigem Chorturm; barocke Einrichtung.
- Wegkapelle in Schleichenfeld
- Johannes-Nepomuk-Nischenbildstock an der Sonnseitenstraße

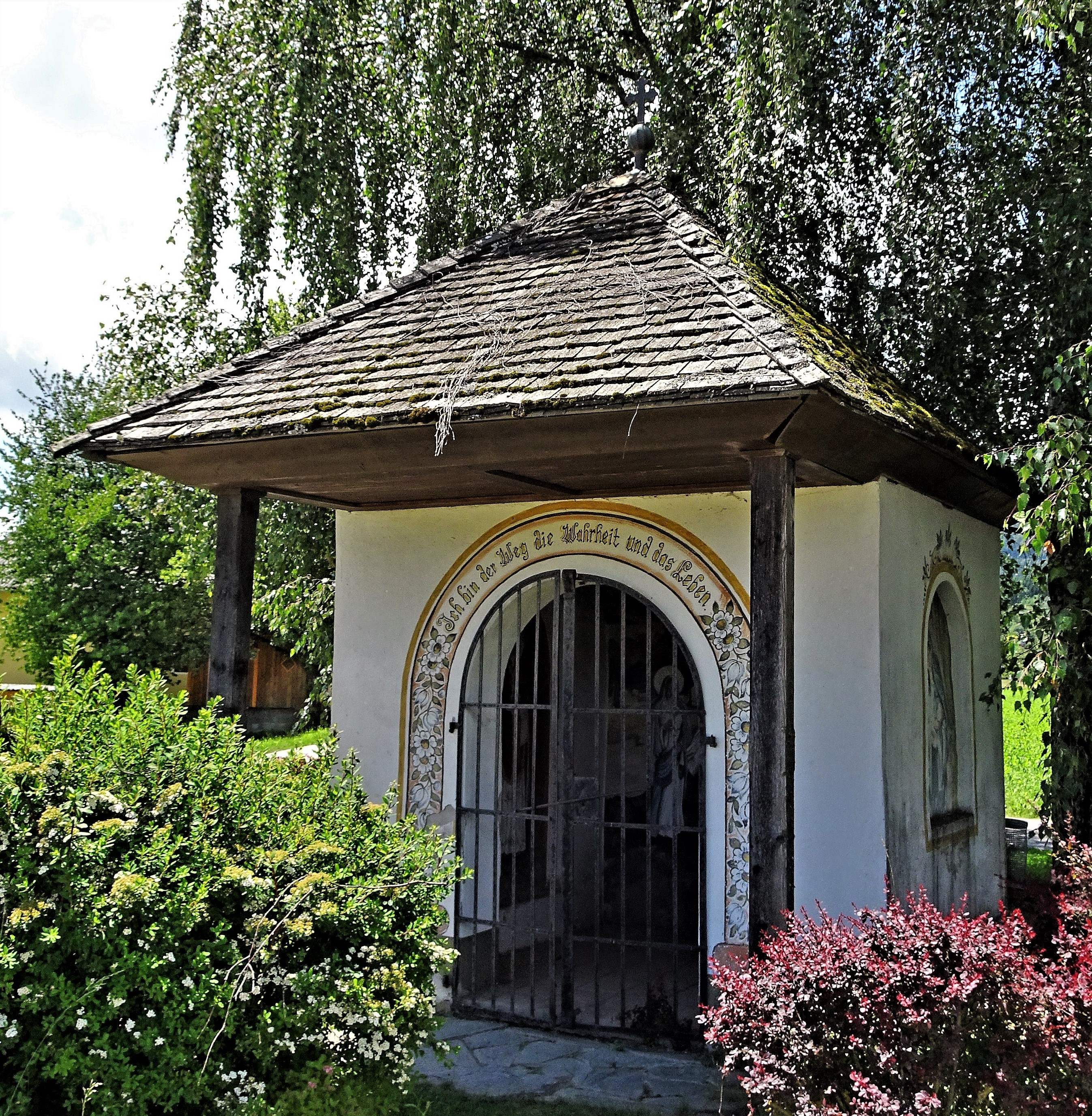
Wegkapelle in Schleichenfeld
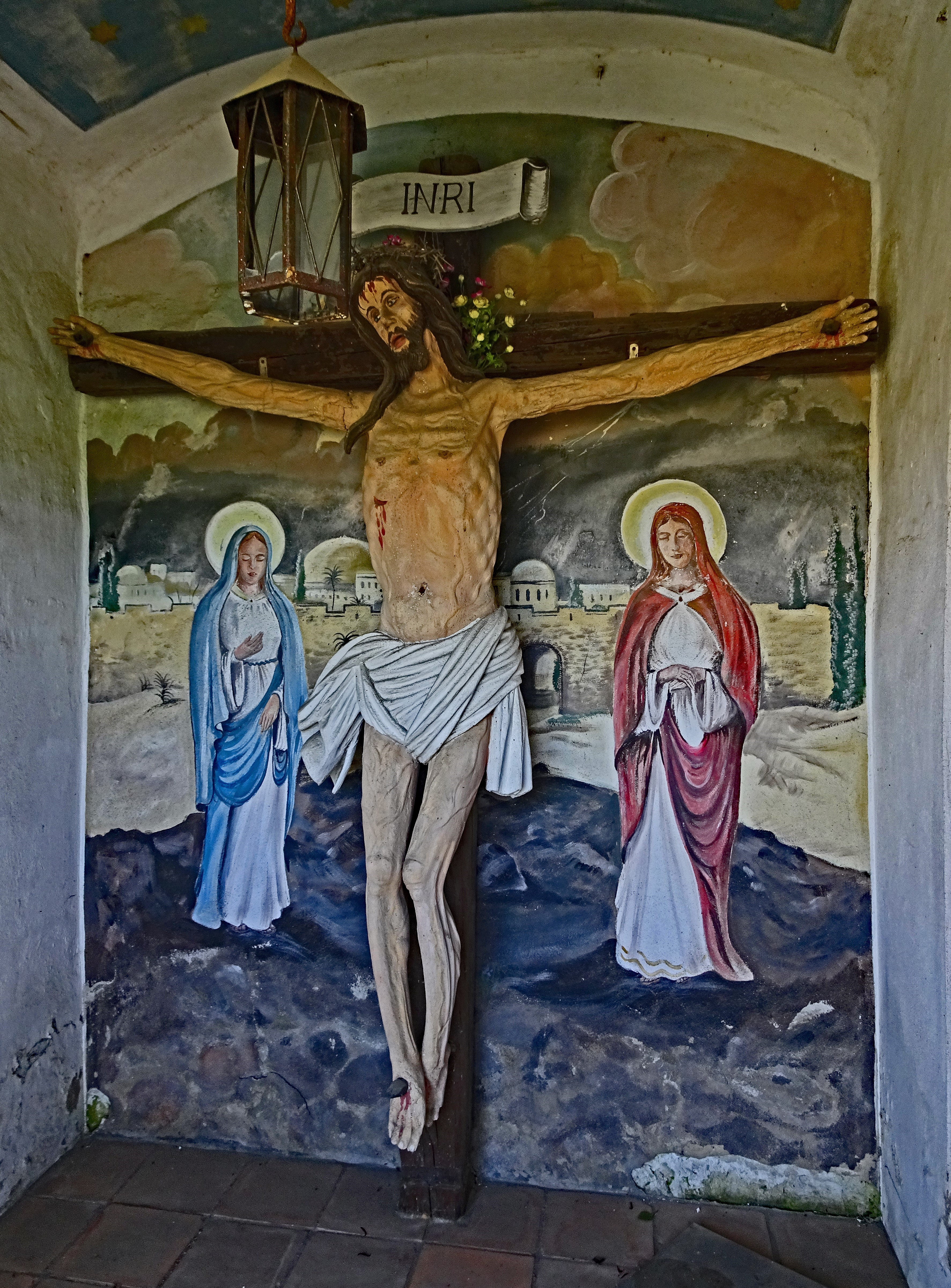
Schleichenfeld-Kapelle, Innenansicht
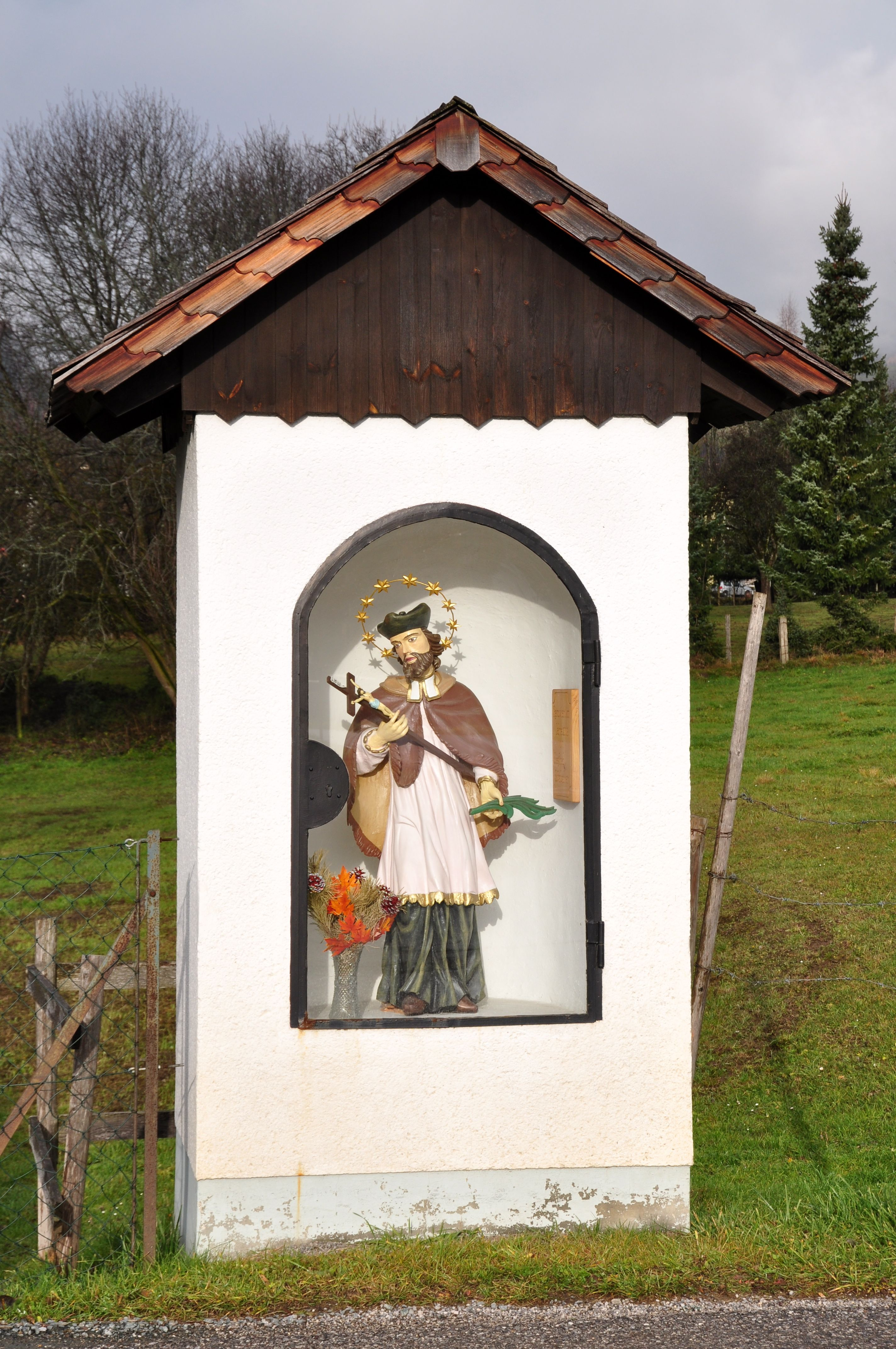
Nepomuk-Bildstock

## Wirtschaft und Infrastruktur

### Wirtschaftssektoren
Die folgende Tabelle zeigt die Entwicklung der Anzahl der Betriebe und der Beschäftigten in den Wirtschaftssektoren:
| Wirtschaftssektor            | Anzahl Betriebe | Anzahl Betriebe | Anzahl Betriebe | Erwerbstätige | Erwerbstätige | Erwerbstätige |
| Wirtschaftssektor            | 2021            | 2011            | 2001            | 2021          | 2011          | 2001          |
| ---------------------------- | --------------- | --------------- | --------------- | ------------- | ------------- | ------------- |
| Land- und Forstwirtschaft 1) | 87              | 128             | 143             | 126           | 138           | 96            |
| Produktion                   | 47              | 38              | 20              | 155           | 132           | 137           |
| Dienstleistung               | 113             | 89              | 52              | 247           | 186           | 174           |

1) Betriebe mit Fläche in den Jahren 2010 und 1999, Arbeitsstätten im Jahr 2021

### Verkehr
- Bahnhof: Der nächste Bahnhof liegt rund 6 Kilometer im Südosten in Feldkirchen. Von dort gibt es stündliche Schnellbahnverbindungen nach Villach und Sankt Veit.[11]
- Straße: Die wichtigste Straßenverbindung ist die Turracher Straße B95, die von Feldkirchen über die Turracher Höhe nach Salzburg führt.
- Rad: Durch das Gemeindegebiet verlaufen zwei Varianten des Ossiacher See Radwegs, der Turracher Radweg R2C und der Werschlinger Höhenweg R2E.[12][13]

## Politik
Der Gemeinderat hat 19 Mitglieder und setzt sich seit der Gemeinderatswahl 2021 wie folgt zusammen:
- 9 Heimo Rinösl (SPÖ)
- 7 ÖVP
- 3 FPÖ

### Bürgermeister
- Seit 2002 Heimo Rinösl (SPÖ) (HEIMO)

### Wappen
Als Wappenschild wurde das Wappen der Herren von Himmelberg ausgewählt, deren Geschlecht mit Wernher von Himmelberg 1196 erstmals erwähnt wurde. Der Schild mit dem Adler im Spalt und dem Schrägrechtsbalken ist für Offo von Himmelberg an einer Urkunde vom 4. Juli 1322 bezeugt. Der Adler dürfte die Vasallität zum Heiligen Römischen Reich bzw. dem deutschen König zum Ausdruck bringen, die Wurzel des Schrägrechtsbalkens ist unbekannt.
Wappen und Fahne wurden der Gemeinde am 11. Juli 1960 verliehen. Die amtliche Blasonierung des Wappens lautet: „Von Gold und Rot gespaltener Dreiecksschild, vorn mit dem halben schwarzen Reichsadler, hinten mit einem silbernen Schrägrechtsbalken.“ Der Entwurf stammt von Alexander Exax.
Die Fahne ist Rot-Gelb mit eingearbeitetem Wappen.

### Partnergemeinden
Himmelberg pflegt Kontakte zu zwei Partnergemeinden:
- Chiusaforte, Italien, seit 26. Oktober 1996
- Bad Saulgau, Deutschland, seit Juli 2005

## Persönlichkeiten

### Söhne und Töchter der Gemeinde
- Albert von Lodron-Laterano (* 8. Februar 1847 in Himmelberg; † 14. Februar 1914 in Graz), Gutsbesitzer und Politiker aus dem Adelsgeschlecht Lodron
- Gottfried Wunder (* 23. Oktober 1912 in Himmelberg; † 7. Juni 1972 ebenda), Politiker
- Erich Lackner (* 13. Mai 1913; † 2. Februar 1992), Ingenieurwissenschaftler
- Anton Dorner (* 28. April 1923 in Manessen, Himmelberg; † 27. Januar 1943 in Brandenburg-Görden), Zeuge Jehovas, als Wehrdienstverweigerer zum Tode verurteilt und hingerichtet
- Herbert Tropper  (* 21. Oktober 1931 in Himmelberg; † 25. Juli 2023 ebenda), Politiker (ÖVP)

### Mit der Gemeinde verbundene Persönlichkeiten
- Alois Huber (1929–2007), Politiker (FPÖ) und Landwirt